# Aleksandr Ivanov (collezionista d'arte)
Aleksandr Nikolaevič Ivanov (in russo Александр Николаевич Иванов?; Ostrov, 1962) è un collezionista d'arte russo.
Nato nel 1962 nella regione di Pskov, è meglio conosciuto per il Museo Fabergé di Baden, il primo museo privato russo, al di fuori del territorio sovietico. Ivanov non esercita alcuna particolare attività economica, ma l'enorme valore della sua immensa collezione di opere d'arte, fa di lui un milionario. Nella primavera 2010, ha rivelato che un collezionista del Medio Oriente gli avrebbe offerto 2 miliardi di dollari per la sua collezione di gioielli Fabergé, la più ampia al mondo, con più di 3.000 pezzi. Il gusto di Ivanov si estende in diversi campi, infatti egli colleziona anche ossa di dinosauri, opere d'arte antica Greca e Romana, oro pre-colombiano, dipinti di Maestri della pittura antica, quadri impressionisti, icone ortodosse e una delle migliori collezioni al mondo di automobili d'epoca.
L'acquisto più importante effettuato da Ivanov, fu un uovo Fabergé datato 1902, realizzato per il Barone Édouard de Rothschild come regalo di fidanzamento. Ivanov l'acquistò da Christie's, la famosa casa d'asta londinese, il 28 novembre 2007, per 9 milioni di sterline (18.5 milioni di dollari a quel tempo), perché riteneva si trattasse del Faberge “migliore in assoluto”.

## Biografia
Ivanov ha fatto parte della marina sovietica prima di intraprendere i suoi studi a Mosca, per poi laurearsi in legge all'Università statale di Mosca. Alla fine degli anni ottanta l'Unione Sovietica iniziò ad autorizzare il capitalismo, Ivanov fu uno dei primi uomini d'affari russi ad iniziare un commercio nel campo dell'informatica Presto riuscì a costruire attorno a sé un'impresa lucrativa di successo. Egli iniziò collezionando Fabergé, e poco dopo altre opere d'arte, per spendere più facilmente il denaro guadagnato. Malgrado la leggera diminuzione della repressione statale sotto il governo di Mikhail Gorbachev, la società sovietica rimase in uno stato di severa restrizione e forte crisi economica soprattutto riguardo ai beni di consumo.
Aleksandr Ivanov è anche un'artista, pioniere di una sua personale forma d'astrattismo, nella quale utilizza immagini geometriche realizzate con colori estremamente brillanti, i cui pigmenti sono in parte composti da minerali molto rari e pregiati. La presenza di preziosi di questo tipo è una delle ragioni per la quale il suo primo dipinto è stato venduto ad un'asta per la cifra di 60.000 sterline a Bonhams, il 1º dicembre 2010 a Londra. 

## Museo Fabergé
Nel maggio del 2009 Ivanov ha inaugurato nella città termale tedesca di Baden Baden il Museo Fabergé.